# Pueblo Uranga
Pueblo Uranga é uma comuna da província de Santa Fé, na Argentina.